# Thinkerview
Thinkerview, parfois typographié ThinkerView, est une émission-débat française, lancée en janvier 2013 sur YouTube, qui produit de longs entretiens entre un animateur en voix off identifié sous le pseudonyme « Sky » et ses invités, sans montage et d'abord diffusé en direct.

## Histoire
Thinkerview commence la diffusion de ses programmes en janvier 2013, sur YouTube. Léonard Sojli est son cofondateur et président de l’association éditrice pendant trois ans ; il quitte la chaîne en 2015 puis devient défenseur du mouvement complotiste QAnon en mars 2020,,.
Dans le cadre du mouvement des Gilets jaunes, la chaîne connaît une forte augmentation d'audience, passant de 200 000 abonnés en novembre 2018 à plus de 310 000 quelques mois plus tard.
En mai 2019, les dons de 2 200 donateurs, via la plateforme Tipeee, permettent de mensuellement financer le média à hauteur de 14 700 €[pas clair]. Celui-ci permet, outre l’augmentation de la fréquence des entretiens, la rétribution de l'équipe technique ainsi que du présentateur qui déclare se verser un salaire de « 2 200 € par mois ».
Le 12 avril 2022, la chaîne YouTube de Thinkerview est piratée et diffuse une escroquerie aux cryptomonnaies. En conséquence, YouTube suspend la chaîne le temps de régler le problème.

## Diffusion
La diffusion des œuvres audiovisuelles de Thinkerview se fait grâce à YouTube et PeerTube,. Les diffusions en direct ont également lieu sur Twitch et sur X.

## Concept et objectifs
Les entrevues se veulent participatives, sans montage, et souvent en direct, d'une heure ou plus. Sur la forme, l'entretien se déroule dans un cadre minimaliste : fauteuil sur fond noir, l'invité est seul présent à l'écran. Sur le fond, les interviews « bousculent » mais sont denses et travaillées. La longueur importante des entretiens, la manière parfois déstabilisante d'interviewer, l'absence de montage, ont souvent été opposées au format télévisuel classique, en particulier celui des chaînes d'information en continu ou les émissions d'infodivertissement.
Le logo est un cygne noir, « référence à la théorie selon laquelle un événement aussi rare qu'imprévisible peut avoir des conséquences colossales », telles que l'effondrement d'un système.
En 2020, le chercheur Christophe Premat livre une étude de l'émission qui s'appuie sur les outils de l'analyse critique du discours. Il relève notamment que l'émission fait régulièrement référence à une « communauté » qui la soutient pour faire du « fact-checking » sans que l'animateur contredise ses invités.

## Orientations politiques

### L'animateur Sky
L'animateur, Sky, souhaite rester anonyme. Des indices existent néanmoins concernant son identité,,. Le 15 novembre 2019, Conspiracy Watch écrit sur Twitter être en mesure d'affirmer que Sky, l'animateur de la chaîne YouTube Thinkerview, était présent à une récente rencontre avec Sergueï Lavrov à Paris, et donne prénom et la première lettre du nom de Sky, précisant respecter « la volonté de l'interviewer de rester anonyme ». Mais sur la photo accompagnant le tweet, publié par le ministre des Affaires étrangères russes, il est possible de lire le nom complet de Sky sur le porte-nom placé devant lui : Bertrand Pillet, qui apparaît alors publiquement,,.
Il se réclame de la pensée de Marc Ullmann, ancien rédacteur en chef de L'Express, chroniqueur sur RTL et dans Italiques. Il qualifie son projet d'« indépendant [et] très différent de la plupart des laboratoires d'idées qui sont inféodés à des partis politiques ou des intérêts privés ». Thinkerview a été décrit comme proche du milieu du hacking.
Les activités de l'animateur ont également suscité des débats. Dans Libération, la rubrique CheckNews confirme les liens étroits entre l'animateur et la chaîne complotiste ReOpen911. En effet, Sky est de 2008 à 2015 un utilisateur régulier du forum du site complotiste ReOpen911. Sky affirme avoir voulu « infiltrer leur forum pour comprendre leur mentalité » et « n'avoir aucun doute sur le 11 septembre ». Il dit que Conspiracy Watch fait de la « culpabilité par association ». Sky est également partenaire du site Les Crises dirigé par Olivier Berruyer et par ailleurs également présent à une rencontre avec le ministre des Affaires étrangères russes Sergueï Lavrov, en marge du Forum de Paris pour la paix au mois de novembre 2019.
La présence de Sky à cette rencontre avec Sergueï Lavrov alimente les accusations d'un tropisme pro-russe décelable, selon certains observateurs, dans le choix de ses invités (Artem Stoudennikov, ministre-conseiller à l'ambassade de Russie, Alekseï Pouchkov, président de la commission des Affaires étrangères au parlement russe, Xenia Fedorova, présidente de RT France, Ivan Erhel, porte-parole de Sputnik). Selon lui, sa présence relevait d'une simple visite de curiosité, doublée de l'espoir d'inviter Lavrov sur sa chaîne.
En décembre 2024, le magazine Marianne classe Sky à la 45e position de leur classement des 100 personnalités qui font l'opinion.

### Personnalités invitées
Pour Le Monde, « Thinkerview se veut farouchement inclassable. Des spécialistes de tous bords y défilent, certains détestés par la droite, d’autres par la gauche, des recalés des poids lourds du Paysage audiovisuel français, tels que le chercheur agronome Pablo Servigne qui s’est intéressé à la collapsologie, le philosophe Bernard Stiegler mais aussi Étienne Chouard, le défenseur du Référendum d'initiative citoyenne, venu de la gauche radicale et flirtant avec une partie de l’extrême droite, ou l’essayiste influent au sein de l’extrême droite Laurent Obertone. Le tout a parfois des relents conspirationnistes ». La citation « il faut que j'aille pisser » extraite de ce dernier épisode sert à Clément Parrot comme titre de section pour aborder le ton de l'animateur. Parrot écrit que Sky peut « déstabiliser légèrement l'invité » en le laissant seul parler aux caméras après s'être ainsi éclipsé.
Selon France Info, les personnes interviewées ont parfois un certain penchant pour les pensées « contestataires ». Dans Libération le journaliste Olivier Cyran classe la chaîne YouTube à l'extrême droite, considérant que mettre sur le même plan des personnalités d'extrême droite avec d'autres rendaient l'extrême droite gagnante, ce que Thinkerview conteste, considérant l'extrême gauche plus agressive à son encontre que l'extrême droite sur les réseaux sociaux. Plusieurs comptes les critiquant sur ce point ou les accusant de complotisme ont été bloqués sur Twitter et menacés de poursuites.
À cet égard, Rudy Reichstadt, de Conspiracy Watch, affirme : « Même s'il invite parfois des invités intéressants, on sent qu'il y a une culture complotico-compatible, qu'on est dans la culture du caché ». Selon lui, des invités comme Michel Collon, Étienne Chouard, Kémi Séba ou Juan Branco « participent de cette mouvance complotiste » et Thinkerview « contribue à banaliser la parole de ces gens-là, qui n'élèvent pas le débat. Il leur donne une légitimité, une caution évidente et accroît leur audience ».
Dans Marianne, Fabrice Epelboin, spécialiste du web social, note en revanche que ceux-ci « représentent des courants de pensée très importants dans la société. Même s'ils peuvent mettre mal à l'aise, ne pas leur donner la parole ne fait qu'accroître leur crédit en laissant monter le sentiment qu'il y a des choses à cacher. » Le présentateur répond de même qu'il est « contre-productif de ne pas leur donner la parole, parce que [ces gens] ensuite se réfugient entre eux sur internet et ça donne le pire du conspirationnisme ». Il dit que l'utilisation par la chaîne d'une plateforme telle que Captain Fact permet une vérification des faits collaborative, ce qu'il considère comme un moyen d'en « déradicaliser un certain nombre ».
En septembre 2021, Alain Juillet y exprime son avis sur la répression contre les stupéfiants, regrettant que la politique française ne soit pas aussi dure que celle de la Chine. Il affirme que là-bas « quelqu'un qui touche à la drogue y passe, quel que soit son niveau » et garantit que « ça calme ». Il anticipe les réponses à ses propos « Alors oui, on va vous dire "Mais comment ! Et la vie humaine !" » en expliquant que selon lui, il y a des moments où il faut en passer par ces méthodes. L'Express , qui y voit une « sortie de route » et, en évoquant les exécutions, affirme qu'Alain Juillet ne tient pas de tels propos sur les médias traditionnels.
En 2022, Gaël Giraud, économiste, directeur de recherche au CNRS et prêtre jésuite, y affirme qu'Emmanuel Macron serait « sous la coupe » du banquier David de Rothschild. Ses propos sont condamnés par la province jésuite et Giraud présente ses excuses. Alexandra Saviana dénonce les libertés prises par de multiples invités sur cette plateforme non-soumise à l'Arcom.
Certains invités sont revenus à plusieurs reprises dans l'émission. Au 30 avril 2024, les plus récurrents sont Pierre Conesa et Olivier Delamarche (treize fois chacun) ; Nicolas Meilhan (neuf fois) ; Benjamin Bayart et Philippe Bihouix (six fois chacun) ; Olivier Berruyer, Pierre Larrouturou et Pierre Sabatier (cinq fois chacun).

## Influences
Le succès de Thinkerview est analysé comme une des conséquences de la montée de l'influence des chaînes YouTube et plus généralement des médias issus de l'Internet qui répondent à un vide médiatique sur les sujets abordés ou à la faible médiatisation de certaines perspectives et analyses.
Selon Slate, le décor et habillage de la chaine YouTube d'extrême droite Livre noir est inspiré de Thinkerview. Selon les journalistes, Erik Tegnér reconnait avoir emprunté des idées d'émissions qu'il considère être « de gauche », comme Blast, Le Média ou Thinkerview, en raison de leur « avance ».
En 2023, Challenges décrit ainsi la chaîne : « Thinkerview et Livre Noir, des chaînes YouTube qui séduisent la complosphère ».